# Heerlijkheid Kniphausen

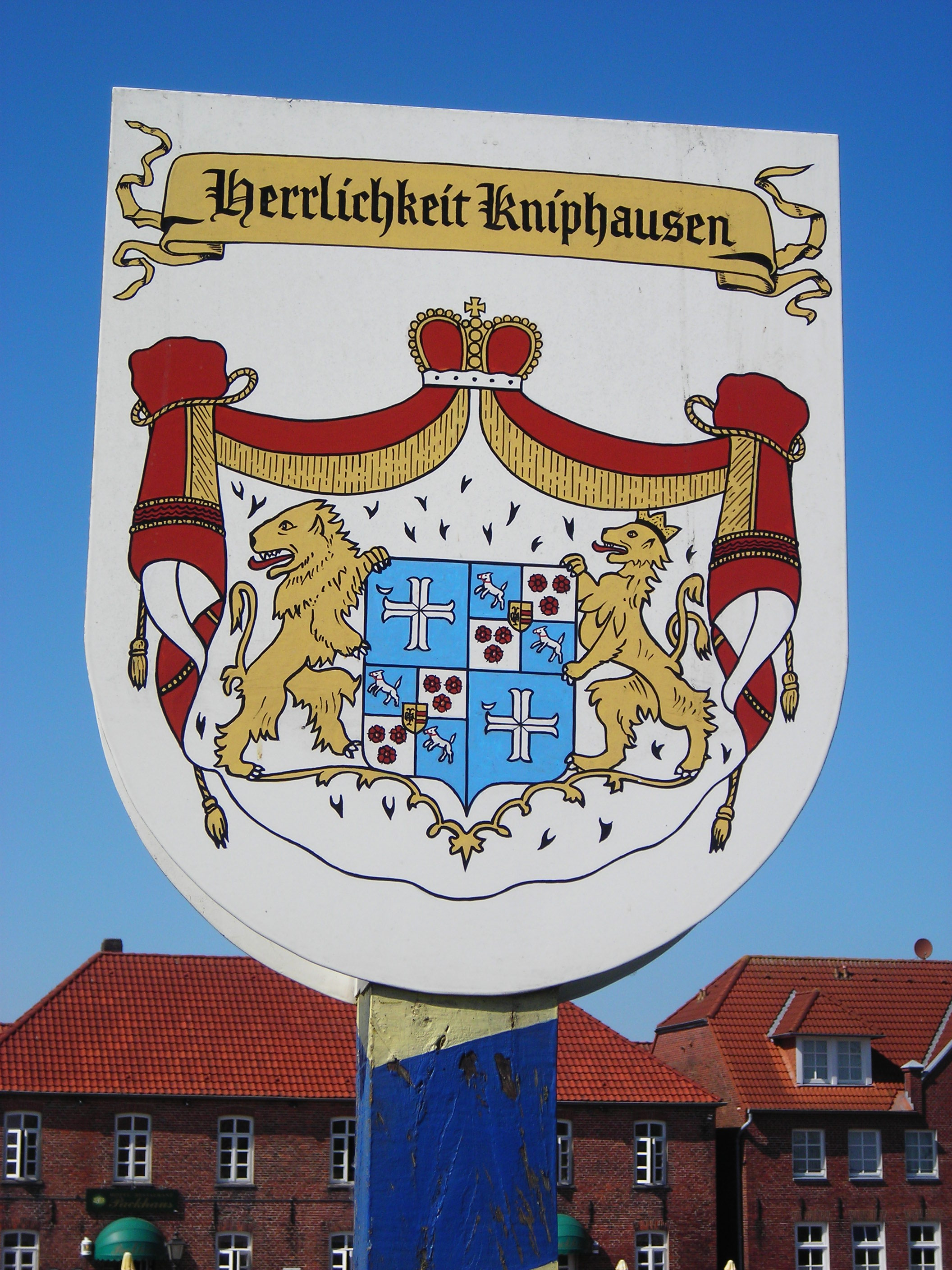
Borden met het wapen markeren de grens van de oude Heerlijkheid

De heerlijkheid Kniphausen, tot in de 17e eeuw ook In- und Kniphausen (Nederlands: In- en Kniphuizen) genoemd, lag in het Oldenburgische Friesland. De regerende families hebben in de Nederlandse geschiedenis een rol gespeeld en later werd het gebied bezit van de Nederlandse tak van de Bentincks. De heerlijkheid ligt op wat nu de stadsrand van Wilhelmshaven is.
De eerste beschreven heer was Fulf von In- und Kniphausen (rond 1465-1530) die beide burchten en het grondgebied van 45 km² met de karspels Fedderwarden, Sengwarden en Accum erfde. In 1514 verwoestte een brand de burcht maar deze kon worden hersteld. In 1588 erkende keizer Rudolf II Iko von In- und Kniphausen als rijksonmiddelbare vazal. Midden in de Dertigjarige Oorlog verkocht Philipp Wilhelm von Innhausen und Knyphausen zijn rechten aan Oldenburg. Van 1624 tot 1964 heeft Oldenburg de nakomelingen van Philipp Wilhelm rente betaald voor deze aankoop.

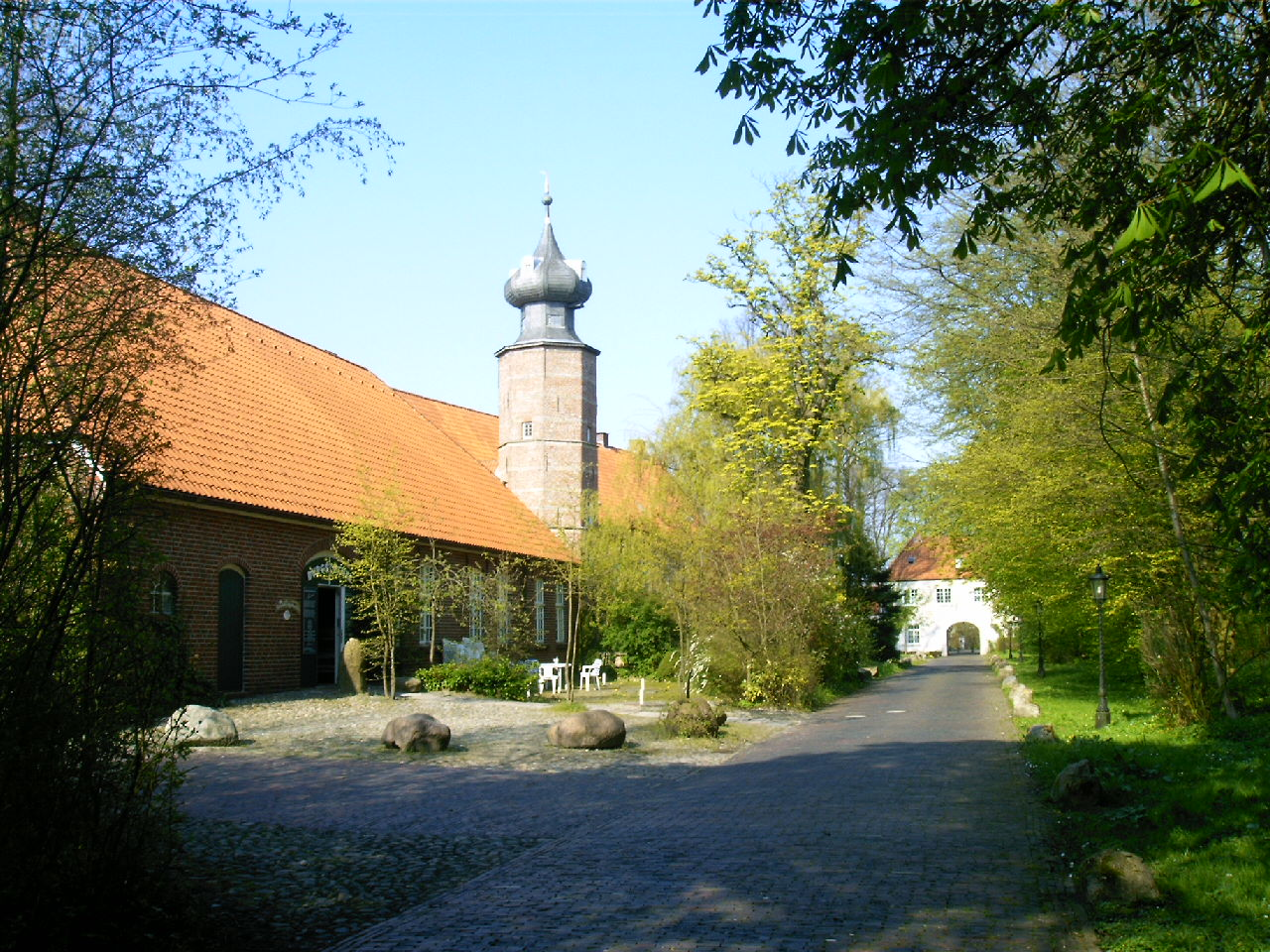
De burcht met poortgebouw en stallen
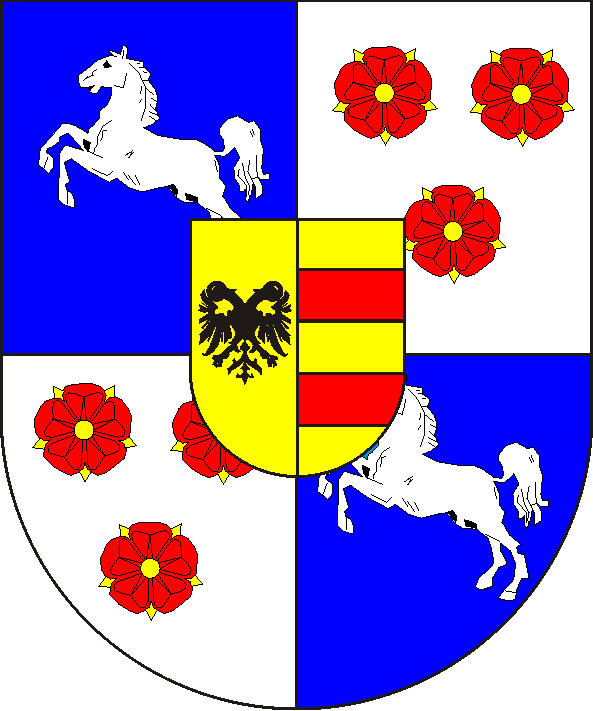
graaf van Aldenburg
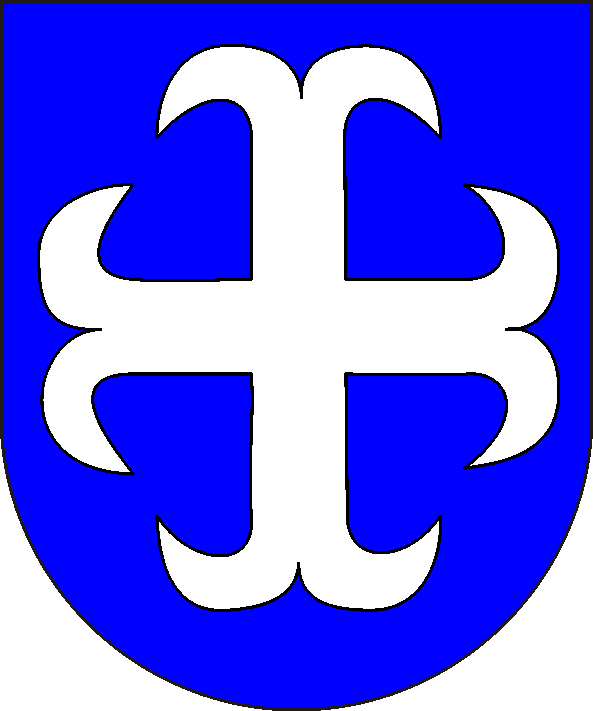
familie Bentinck
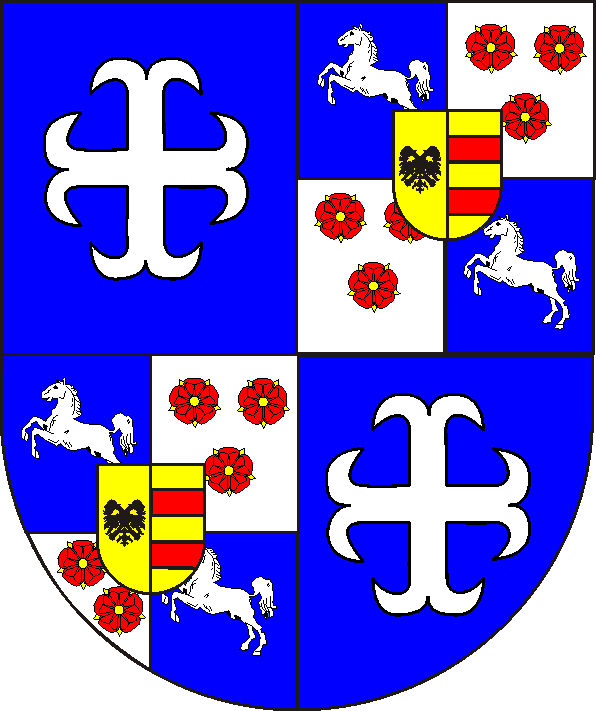
graaf van Aldenburg-Bentinck

In 1658 werd de burcht aan de rijksbaron en latere rijksgraaf Anton I van Aldenburg, de natuurlijke zoon van graaf Anthon Gunther van Oldenburg, in leen gegeven. In 1708 brandde de burcht af. Zij werd niet meer opgebouwd en van het grote stallencomplex werd een nieuwe residentie gemaakt. Toen de Aldenburgs in mannelijke lijn uitstierven, werden de bezittingen van de Aldenburgs door het huwelijk van Charlotte Sophie van Aldenburg met Willem Bentinck bezit van de Nederlandse rijksgraven Bentinck. In 1737 kreeg de heerlijkheid het karakter van rijksvrije heerlijkheid binnen het Heilige Roomse Rijk. Het was niet bij een kreits ingedeeld.
Bij de vorming van de Rijnbond in 1806 werd de heerlijkheid In- und Kniphausen wel kortstondig door Holland bezet maar niet gemediatiseerd, het staatje werd neutraal verklaard en verdiende tijdens Napoleons continentale stelsel, -waarin Kniphausen vergeten lijkt te zijn-, goed aan smokkel. In november 1807 mediatiseerde Napoleon daarom alsnog In- und Kniphausen.
Op 11 november 1807 werd in het Verdrag van Fontainebleau vastgelegd dat Oost-Friesland deel van het koninkrijk Holland zou worden. In 1810 werd het gebied deel van het Franse Keizerrijk dat zich nu tot aan de Oostzee uitstrekte. De Bentincks hadden nu geen regeringsmacht meer, maar hun bezit bleef onaangetast.
In 1813 stortte Frankrijk militair ineen en al in oktober van dat jaar nam graaf Bentinck de regering weer op zich. De Russische generaal Winzingerode bezette in november de heerlijkheid In- und Kniphausen en de regering van de uit ballingschap teruggekeerde groothertog van Oldenburg begon het provisorisch bestuur over wat in Bentincks ogen nog steeds zíjn Heerlijkheid was op zich.
De Duitse en geallieerde staten die op de congressen van Wenen en Aken bijeenkwamen weigerden om de heerschappij van de Bentincks te herstellen.
Een op 8 juli 1825 in Berlijn gesloten verdrag maakte een einde aan het provisorisch bestuur. De Bentincks werden gedeeltelijk in hun oude rechten hersteld. Dat leidde tot het beruchte Bentinckse Successieconflict waarbij zelfs geweld niet werd geschuwd. De Bentincks verzwakten hun positie zeer door het morganatische en niet ebenbürtige huwelijk van Willem Gustaaf Frederik graaf Bentinck met een boerendochter. Volgens het Duitse recht konden zijn zonen geen fideïcommis erven.
In 1854 kocht Oldenburg de heerlijkheid In- und Kniphausen met alle rechten en bezittingen van de Bentincks. Oldenburg verkocht de burcht, zonder feodale rechten, in 1682 aan de graven, na 1900 vorsten, van In- und Kniphausen. Deze verkochten de burcht in 1977 aan een stichting.
De heerlijkheid werd nu een gewone gemeente in de kreis Jever en is nu deel van Wilhelmshaven.